# Francesco Giordano (politico)
Francesco Giordano detto Franco (Bari, 26 agosto 1957) è un politico italiano.
È stato deputato alla Camera dal 9 maggio 1996 al 28 aprile 2008 per Rifondazione Comunista, ricoprendo diversi incarichi parlamentari, di cui ha ricoperto il ruolo di segretario dal 7 maggio 2006 al 20 aprile 2008.

## Biografia
Nato a Bari, dopo aver conseguito la maturità scientifica, ha sempre svolto attività politica come dirigente di partito. Iscritto al Partito Comunista Italiano (PCI) fin dal 1974, allora guidato da Enrico Berlinguer, ha fatto parte dal 1985 al 1987 della segreteria nazionale della Federazione Giovanile Comunista Italiana, l'organizzazione giovanile del PCI, oltre che dal 1987 al 1991 della segreteria provinciale di Bari del PCI.
Dopo lo scioglimento del PCI con la svolta della Bolognina di Achille Occhetto, nel 1991 Giordano aderisce alla nascita del Partito della Rifondazione Comunista (PRC), e due mesi dopo ne divenne segretario della federazione provinciale di Bari.
Successivamente entra a far parte della Direzione nazionale del PRC e nel 1994 diventa membro della segreteria nazionale.

### Elezione a deputato
Alle elezioni politiche del 1996 viene candidato alla Camera dei deputati nel collegio elettorale di Orvieto, sostenuto dai Progressisti (e da L'Ulivo di Romano Prodi grazie al patto di desistenza siglato nei collegi uninominali), risultando eletto deputato per la prima volta con il 54,65% dei voti e sconfiggendo il candidato del Polo per le Libertà Carlo Legittimo (45,35%). Nella XIII legislatura della Repubblica è stato vice-capogruppo del gruppo misto a Montecitorio, in rappresentanza di Rifondazione Comunista (subito dopo la scissione dei Comunisti Italiani), oltreché membro della 11ª Commissione Lavoro pubblico e privato (1996-1998) e della 6ª Commissione Finanze (1998-2001).

### Capogruppo di Rifondazione Comunista alla Camera
Alle elezioni politiche del 2001 viene ricandidato alla Camera, tra le liste di Rifondazione Comunista nella circoscrizione Emilia-Romagna, venendo rieletto deputato. Nel corso della XIV legislatura ha fatto parte della 6ª Commissione Finanze, dov'è stato capogruppo per Rifondazione Comunista, della Commissione parlamentare di vigilanza RAI e della Commissione parlamentare d'inchiesta sul dossier Mitrochin e l'attività di intelligence italiana, oltre a ricoprire l'incarico di capogruppo del gruppo parlamentare di Rifondazione Comunista a Montecitorio.
Alle elezioni politiche del 2006 viene candidato alla Camera, tra le liste di Rifondazione Comunista nella circoscrizione Toscana in seconda posizione dietro a Fausto Bertinotti, venendo eletto per la terza volta deputato. Nella XV legislatura della Repubblica, dopo esser stato brevemente capogruppo di Rifondazione, ha fatto parte della 6ª Commissione Finanze.

### Segretario di Rifondazione Comunista

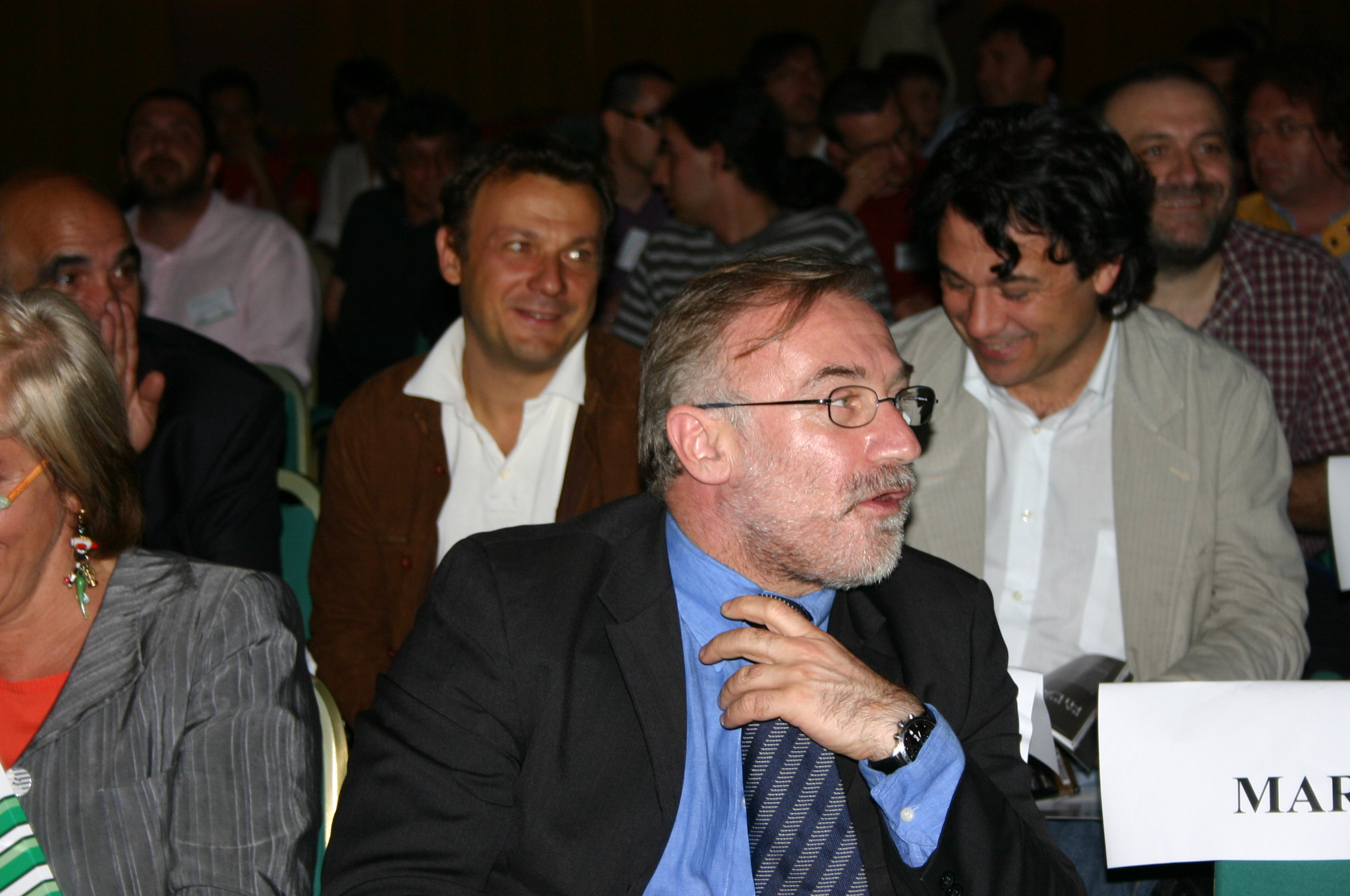
Giordano al Congresso nazionale dell'Arcigay di Milano nel 2007

A seguito dell'elezione di Bertinotti a presidente della Camera dei deputati, il 7 maggio 2006 Giordano viene eletto segretario di Rifondazione Comunista dal Comitato Politico Nazionale. Sotto la sua gestione il PRC tocca il suo minimo storico alle elezioni amministrative del 2007. La sua segreteria cerca di imporre al PRC uno scioglimento in una lista della Sinistra Arcobaleno, ma anche questa scelta si rivelerà un insuccesso in quanto alle elezioni politiche del 2008 ottiene il 3,12%, altro minimo storico, e per la prima volta nella storia del dopoguerra nessuna forza organizzata dei comunisti riesce ad entrare in parlamento. Nei giorni successivi rassegna quindi le dimissioni da segretario del PRC.

### Fuori dal Parlamento
Sconfitto al congresso del suo partito nel 2008, ne promuove la scissione a inizio 2009, fondando il Movimento per la Sinistra con Nichi Vendola. Successivamente aderisce alla fondazione di Sinistra Ecologia Libertà, che poi tra il 2016 e il 2017 confluisce in Sinistra Italiana.

## Opere
- Uomini e fabbrica: come nacque il primo consiglio dei delegati in Irpinia, Avellino, La Ginestra, 1996, SBN NAP0237007.
- Nessun Dio ci salverà: riflessioni sulla sinistra italiana tra sconfitta e speranza scritte con Andrea Colombo, prefazione di Fausto Bertinotti, Roma, Donzelli, 2009, ISBN 978-88-6036-312-1.
- Nostalgia canaglia, con Peppino Caldarola e prefazione di Umberto Galimberti, Roma, D. Audino, 2012, ISBN 978-88-7527-212-8.